# Leopold Janauschek
Leopold Janauschek (né le 13 octobre 1827 à Brünn, en margraviat de Moravie, alors dans l’Empire austro-hongrois et mort le 23 juillet 1898, à Baden, près de Vienne) est un moine cistercien de Heiligenkreuz et historien autrichien, spécialiste de l’ordre cistercien.

## Biographie
Il reçoit l'habit religieux à l’abbaye cistercienne de Zwettl, en Basse-Autriche, où il prononce ses vœux en 1848. Ses supérieurs l'envoient étudier la philosophie et la théologie à l’abbaye de Heiligenkreuz près de Vienne. Après son ordination sacerdotale, il est nommé professeur d'histoire et de droit canon. Ses travaux universitaires sont remarqués et lui obtiennent la chaire d'histoire ecclésiastique de l’université de Vienne en 1858.

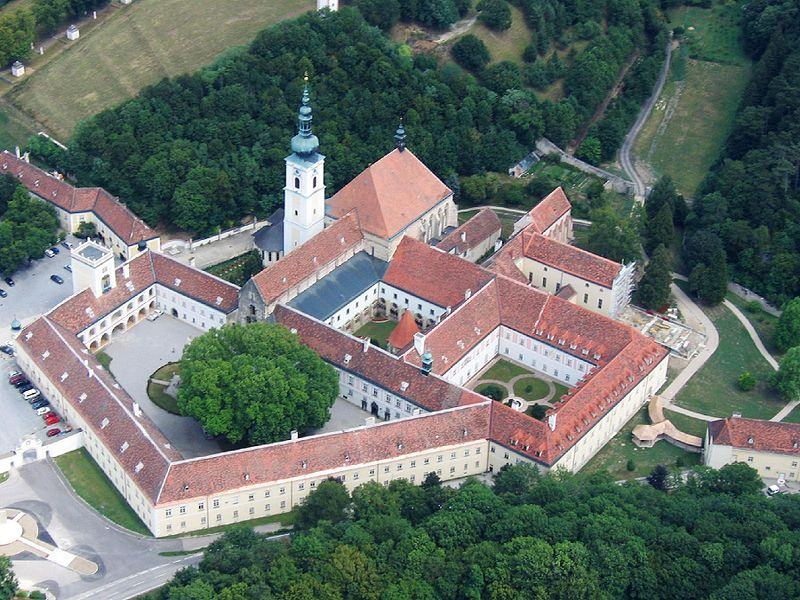
Vue aérienne de l'abbaye de Heiligenkreuz

En 1859, il est rappelé à Heiligenkreuz, où il est professeur jusqu’en 1877. À cette époque, il rédige son premier ouvrage majeur, Originum Cisterciensium (tome 1, publié à Vienne en 1877), dans lequel il décrit la fondation de l'ordre cistercien, son organisation et son expansion, et mentionne de nombreux personnages qui l’ont honoré à divers titres. Il y donne une liste détaillée des 742 anciennes abbayes de moines, fondées entre la fin du XIe siècle et la fin du XVIIe. Les tables généalogiques et chronologiques, ainsi que l'ouvrage en lui-même, demandèrent un travail colossal de recherche et de compilation. Référence fondamentale des études cisterciennes, c'est seulement à une date récente que les limites de ses travaux ont été mises en évidence. Il ne peut cependant pas publier le second volume, qui devait être consacré aux sœurs cisterciennes, pour lequel il avait déjà collecté un matériel important. À cette période, il publie également un travail moins important sur l'histoire de l'ordre.

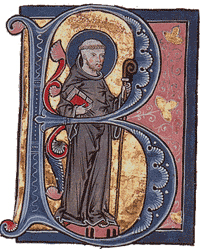
Lettrine représentant Bernard de Clairvaux, manuscrit de La Légende dorée du XIIIe siècle.

Son deuxième ouvrage majeur est la Bibliographia Bernardina. En 1891, à l’occasion du huitième centenaire de la naissance de saint Bernard de Clairvaux, la congrégation cistercienne d'Autriche prépare quatre volumes, publiés sous le titre de Xenia Bernardina. Janauschek participe à la préparation des trois premiers volumes, mais le quatrième, Bibliographia Bernardina (Vienne, 1891), est entièrement de sa main. Il y fait la critique des différentes éditions des œuvres de saint Bernard et de leurs traductions, les essais sur la vie du saint, les panégyriques, ses biographes, les inscriptions en son honneur, les opinions des historiens de l'Église, etc. Il recense ainsi 2 761 imprimés et 119 manuscrits.
Malgré une santé chancelante, qui ne lui permettait de quitter la chambre qu'à de rares intervalles, il travaille jusqu’à sa mort à Baden, près de Vienne.

## Ouvrages
- Leopold Janauschek, Originum Cisterciensium Tomus I in quo praemissis congregationum domiciliis adjectisque tabulis chronologico-genealogicis veterum abbatiarum a monachis habitatarum fundationes ad fidem antiquissimorum fontium primus descripsit, L.J. Vindobonae 1877 (Nachdruck Ridgewood, N.J., Gregg Press, 1964). (Lire en ligne)